# ائوزین متیلن بلو

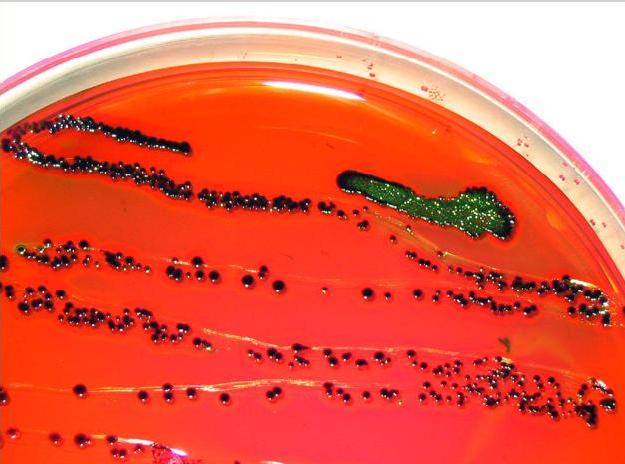
E. coli روی EMB آگار

ائوزین متیلن بلو (EMB، که با عنوان "فرمولاسیون لوین" نیز شناخته می‌شود، یک رنگ انتخابی برای باکتری‌های گرم منفی است. EMB حاوی رنگ‌هایی است که برای باکتری‌های گرم مثبت سمی هستند. این رنگ، محیط انتخابی و افتراقی برای کلیفرم‌ها است که ترکیبی از ائوزین و متیلن بلو به نسبت ۶:۱ است. EMB یک محیط میکروبیولوژیکی افتراقی است که رشد باکتری‌های گرم مثبت را اندکی مهار می‌کند و نشانگر رنگی است که جاندارانی که لاکتوز را تخمیر می‌کنند (مانند اشریشیا کلای) و ارگانیسم‌هایی که این کار را انجام نمی‌دهند (مانند سالمونلا، شیگلا) تمایز می‌دهد.
این محیط، در آزمایشگاه‌های پزشکی، با تشخیص میکروب‌های بیماری‌زا در مدت زمانی کوتاه، اهمیت دارد.
- محیط کشت سریع لاکتوز، اسیدهایی تولید می‌کند که پی‌اچ را کاهش می‌دهند. این امر، جذب رنگ توسط کلنی‌ها را تشویق می‌کند که به رنگ بنفش مایل به سیاه هستند.
- لاکتوز غیر تخمیری ممکن است پی‌اچ را با آمین‌زدایی پروتئین‌ها افزایش دهد. در نتیجه، کلنی‌ها، بی‌رنگ خواهند بود.

در این محیط، اگر اشریشیا کلی رشد کند، درخشش سبز متالیک متمایز ایجاد می‌کند (به‌دلیل ویژگی متاکروماتیک رنگ‌ها،  با استفاده از تاژک، و محصولات نهایی اسیدی قوی تخمیر). برخی از گونه‌های سیتروباکتر و انتروباکتر نیز، این‌گونه به EMB واکنش نشان می‌دهند. این محیط، به‌طور خاص برای جلوگیری از رشد باکتری‌های گرم مثبت طراحی شده‌است.
EMB حاوی مواد زیر است: پپتون، لاکتوز، دی‌پتاسیم فسفات، ائوزین وای (رنگ)، متیلن بلو (رنگ)، و آگار.
همچنین آگارهای EMB وجود دارند که حاوی لاکتوز نیستند.